# 日本病
日本病（にほんびょう）は、日本の経済を表す言葉。

## 概要
1990年代初頭のバブル経済が崩壊してから日本経済は低迷しており（所謂失われた30年）、そのような日本の状態を表す言葉。
バブル崩壊以来の日本では、低所得、低物価、低金利、低成長の4つの低い状態が続いており、このような状態のことを言う。
1960年代から1980年代にかけてのイギリス経済を例える言葉として英国病というのが存在しており、日本病は英国病になぞられて名付けられた。
福川伸次によれば、危機感が無い、政策形成能力が落ちている、企業の活力が落ちている、社会に連帯感が乏しい、人々の意識が固定的と、この5つくらいが日本病の表れている状態であるとされる。
2022年9月のエコノミストの記事によれば、アメリカでは2023年前半にかけて景気が大幅に停滞される可能性があるとされた。アメリカのこのような症状を日本は先取りしており、日本は長年低迷している。三菱UFJ国際投信のチーフエコノミストは、アメリカは日本病になりかけていると指摘。

## 書籍
2016年には金子勝と児玉龍彦が著者の『日本病』というタイトルの書籍が岩波書店から出版される。
2022年には永濱利廣が著者の『日本病 なぜ給料と物価は安いままなのか』というタイトルの書籍が講談社から出版される。